# لي كرملين-بيسيتر
لي كرملين-بيسيتر هي بلدية في فرنسا، تقع في فال دو مارن، هي عاصمة Canton of Le Kremlin-Bicêtre ‏، بلغ عدد سكانها 25,863 نسمة وذلك حسب إحصائيات سنة 2013، تبلغ مساحتها 1.54 كيلومتر مربع، رمزها البريدي هو 94270.

## الموقع
تشترك في الحدود مع:
- باريس
- Gentilly, Val-de-Marne [الإنجليزية]‏
- مدينة أركوي
- إيفري سور سين
- فيلجويف.

## أعلام
- روجيه كايوا
- إليسا بريتون
- كمال اونسيا
- جان ريتشارد